# Зала (река)
Зала (мађ. Zala), је река у Мађарској, извор јој се налази на тромеђи граница са Словенијом и Аустријом, код места Ершег (мађ. Őrség), општина Салафе (мађ. Szalafő), жупанија Ваш (мађ. Vas megye). 

## Географија

### Подаци о реци
Река извире у западном делу Мађарске, у жупанији Ваш, код места Ершег. На горњем делу тока тече на запад све до града Залаегерсег (мађ. Zalaegerszeg), где скреће ка северозападу а код града Тирје (мађ. Türje), скреће ка југу. Тада улази у плеистоценску раван, где се на крају улива у Балатон код места Кестхељ (мађ. Keszthely). 

## Историјске занимљивости
Најстарији извор о реци су римски списи, где се река помиње под именом Шала (лат. Salla). У неким каснијим словенским списима помиње се под именом Шала (срп. Sala). Претпоставља се да су жупанија а и остала места поред реке добила име по реци.